# 200P/Larsen
200P/Larsen, indicata anche come cometa Larsen 1, è una cometa periodica del Sistema solare, appartenente alla famiglia delle comete gioviane. È stata scoperta dall'astronomo Jeff Larsen il 3 novembre 1997 dall'Osservatorio di Kitt Peak, in Arizona.
La cometa percorre un'orbita moderatamente eccentrica, inclinata di circa 12° rispetto al piano dell'eclittica. L'afelio, esterno all'orbita di Giove, è a 6,56 UA dal Sole; il perielio, compreso tra le orbite di Giove e di Marte, è a 3,30 UA dal Sole. La cometa completa un'orbita in circa 11 anni. I primi a calcolare l'orbita percorsa dalla cometa sono stati Patrick Rocher e Kenji Muraoka.
Durante l'apparizione del 1997-1998, la cometa ha raggiunto una magnitudine massima pari alla 15,5ª. Il 9 giugno 2008 è stata recuperata da James Scotti come un oggetto della 20ª magnitudine ed in seguito ha raggiunto la 17ª.
Le nuove osservazioni ottenute nel corso del 2008 hanno permesso di migliorare la conoscenza dell'orbita percorsa dalla cometa. Kazuo Kinoshita ha così scoperto che la Cometa Larsen 1 è stata spostata sull'orbita attuale in seguito ad un incontro ravvicinato con Giove avvenuto nel febbraio del 1995 (la minima distanza raggiunta è stata di 0,3499 UA).
Nel corso del XXII secolo la cometa sarà interessata da nuovi incontri con Giove, sebbene i valori previsti per la minima distanza sono molto superiori rispetto a quanto avvenuto nel 1995. Il massimo avvicinamento avverrà il 25 luglio 2160, quando Giove e la cometa disteranno 0,817 UA.